# José Luis Massera

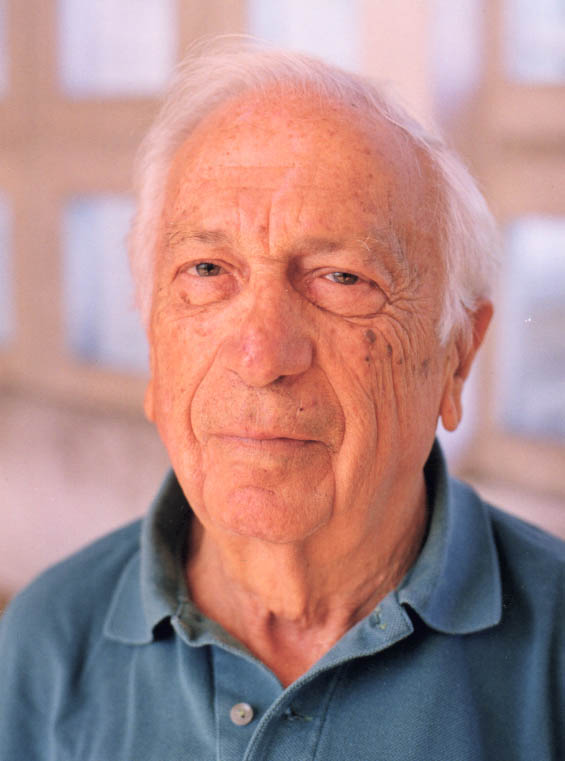
José Luis Massera, 2002

José Luis Massera (* 8. Juni 1915 in Genua; † 9. September 2002 in Montevideo) war ein kommunistischer Politiker und Mathematiker aus Uruguay, der sich mit der Stabilität von Differentialgleichungen befasste.

## Leben
José Massera wurde als Sohn uruguayischer Eltern in Genua geboren – sein Vater war Professor für Philosophie und Anwalt. Er ging in Europa und den USA zur Schule und studierte dann in Montevideo um Ingenieur zu werden. Er blieb an der Universität, wo er in den 1930er Jahren durch Gastvorlesungen von Rey Pastor über Topologie angeregt wurde, und gründete dort mit Rafael Laguardia das Institut für Mathematik. Ebenfalls gründete er vor Ort eine Schule von Mathematikern, die sich mit Differentialgleichungen beschäftigten und enge Kontakte zum Nachbarland Argentinien hatten.
Massera war seit 1941 Mitglied der Partido Comunista de Uruguay und in deren Exekutivrat.
Vom 20. Oktober 1960 bis zum 15. Januar 1961 repräsentierte er in der 38. Legislaturperiode das Departamento Montevideo zunächst als stellvertretender Abgeordneter für die Partido Comunista de Uruguay (PCU) in der Cámara de Representantes. Vom 15. Februar 1963 bis zum 14. Februar 1972 nahm er dann in den beiden folgenden Legislaturperioden den Wählerauftrag für ein volles Mandat als Abgeordneter wahr, dass er für die Frente Izquierda de Liberación ausübte. Er gilt als einer der Mitbegründer der Frente Amplio.
Nachdem in Uruguay ab 1973 die zivil-militärische Diktatur Platz griff, war er von 1975 bis 1984 inhaftiert und wurde in dieser Zeit gefoltert. Eine große Zahl von Mathematikern wie Jean Dieudonné und Laurent Schwartz setzte sich seinerzeit für seine Freilassung ein (Schwartz reiste dazu selbst nach Uruguay, als er gerade in Brasilien war, und sprach mit dem zuständigen Minister).
Er befasste sich vor allem mit Stabilität von gewöhnlichen Differentialgleichungen in der Nachfolge von Ljapunow. Ein Lemma und ein Satz sind hier nach ihm benannt.

## Auszeichnungen
- 1997: Premio México de Ciencia y Tecnología[2]

Massera ist vielfacher Ehrendoktor (Rom, Berlin, Budapest, Nizza, Havana, Rio de Janeiro, Quito, Mexiko, San Andres in Bolivien und seine eigene Universität in Montevideo 1991).

## Schriften
- On Liapounoff's conditions of stability, Annals of Mathematics, Band 50, 1949, S. 705–721
- The existence of periodic solutions of systems of differential equations, Duke Mathematical Journal, Band 17, 1950, S. 457–475
- Contributions to stability theory, Annals of Mathematics, Band 64, 1956, S. 182–206
- mit Juan Jorge Schäffer Linear differential equations and function spaces, Pure and Applied Mathematics, Band 21, Academic Press, Boston 1966